# A4 (motorväg, Portugal)
Motorväg A4 eller Transmontana är en portugisisk motorväg som förbinder Matosinhos med Quintanilha, fortsätter till gränsen till Spanien och förbinder underregionerna Área Metropolitana do Porto, Tâmega e Sousa, Douro och Terras de Trás-os-Montes, som tillhör den norra regionen, med en total längd på 222,8 km.
I Matosinhos börjar motorvägen i den östra delen av staden och har en korsning med A28, som går söderut till Porto och norrut till Viana do Castelo. I Custóias ansluter motorvägen till VRI, som går norrut, till Francisco Sá Carneiro Airport. I Águas Santas har motorvägen en korsning med A3, som går söderut till Porto och norrut till Braga och Valença. Motorvägen fortsätter till Valongo och har en korsning med A41, som går norrut till Maia och söderut till Espinho. Motorvägen passerar genom Penafiel och har en korsning med A11, som går norrut, till Guimarães och Esposende. Efter att ha korsat Marão-tunneln, den största tunneln på den iberiska halvön, och Corgo-viadukten, en av de största viadukterna i Europa, når motorvägen Vila Real , där den har en korsning med A24, som går söderut, till Viseu, och norrut, till Chaves.
Förbindelsen mellan Vila Real och Amarante med IP4, den första motorvägen som korsade detta territorium, slutfördes 1988. Fram till dess var den viktigaste vägen som anslöt till kusten riksväg 15 (EN 15), som gick upp och ner för bergen.
År 2016 invigdes Marão-tunneln, som går genom Serra do Marão.